# Semyon Krivoshein
Semën Moiseevič Krivošein (russo: Семён Моисе́евич Кривоше́ин; 28 de novembro de 1899 em Voronezh, Império Russo - 16 de setembro de 1978 em Moscou, União Soviética) foi um general soviético.

## Vida e Guerra Civil Russa
Krivošein nasceu em uma família judia rica que possuía uma loja de artesanato e em 1917 se formou em um ginásio, uma escola secundária russa para a elite educada. Como muitos judeus russos de sua geração, ele ficou fascinado pelas promessas bolcheviques de um mundo ideal de justiça social, levando-o em 1918 a se alistar no Exército Vermelho para combater os brancos na Guerra Civil Russa. Ele serviu no famoso e temido Primeiro Exército de Cavalaria de Semën Budënnyj. O exército tornou-se um importante centro de poder durante a ditadura de Stalin que, no entanto, por medo de possíveis golpes militares, realizou repressões implacáveis contra os oficiais mais respeitados do Exército Vermelho. Durante os Grandes Expurgos de 1936-1938, o serviço de Krivošein no primeiro exército de cavalaria (considerado confiável por Stalin e com oficiais seguros e leais) o salvou da repressão, apesar de suas origens burguesas.
Comandante de tanques soviéticos, que desempenhou um papel vital na preparação durante a Segunda Guerra Mundial das forças de tanques do Exército e no confronto entre tanques alemães e soviéticos na Batalha de Kursk.